# Getto w Kosowie Lackim

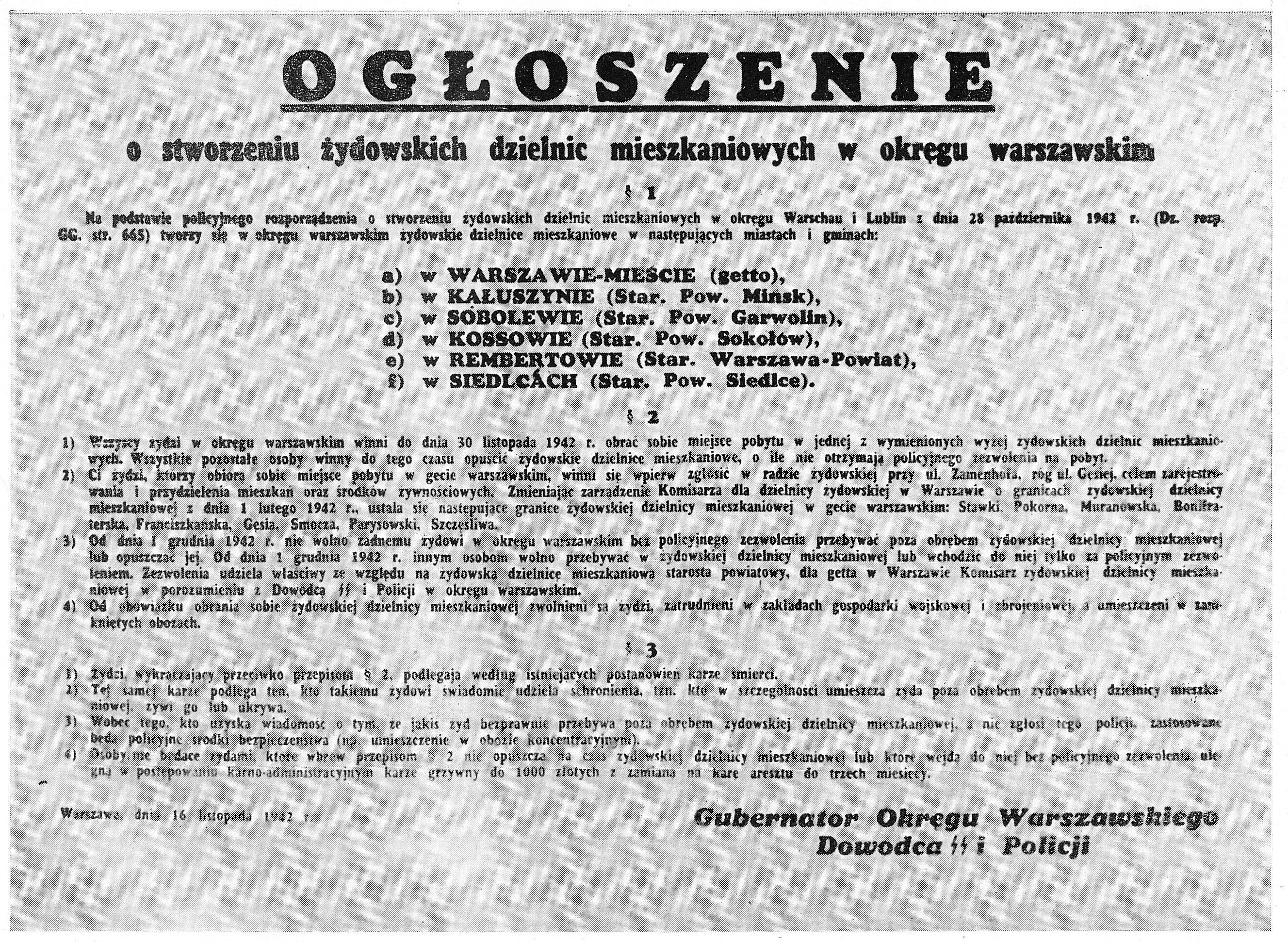
Zarządzenie gubernatora dowódcy SS i Policji w sprawie utworzenia gett szczątkowych w dystrykcie warszawskim, w tym w Kosowie Lackim

Getto w Kosowie Lackim – getto żydowskie utworzone pod koniec 1939 roku przez okupacyjne władze niemieckie na terenie Kosowa Lackiego. Zlikwidowane we wrześniu 1942 roku, poprzez zamordowanie części mieszkańców getta na miejscu, oraz wywiezienie pozostałej, większej części, do obozu zagłady w Treblince.
We wrześniu 1939 roku Niemcy zajęli Kosów, następnie przez krótki czas miasto przeszło pod władanie Sowietów, zgodnie z paktem Ribbentrop-Mołotow. Na mocy nowego układu radziecko-niemieckiego o granicach i przyjaźni zawartego Armia Czerwona wycofała się z miasta i Kosów Lacki ponownie zajęli Niemcy i włączyli w skład Dystryktu Warszawskiego Generalnego Gubernatorstwa.
Po ponownym zajęciu Kosowa Lackiego Niemcy zaczęli prześladowania mieszkańców pochodzenia żydowskiego. Wprowadzono obowiązek pracy przymusowej, konfiskowano majątki. Pod koniec 1939 roku został utworzony Judenrat oraz rozpoczęto organizowanie getta. Na czele Judenratu stał przedwojenny miejscowy kolporter gazet Liberman, a sekretarzem został Ajzyk Zulemian, z zawodu malarz. Utworzono również policję porządkową, składającą się z około 20 funkcjonariuszy. Jej szefem został Enoch Lejbka. Do Kosowa przesiedlono Żydów z Mławy, Wyszkowa i Kalisza. Przy Judenracie funkcjonowała kuchnia dla ubogich, jednak z powodu przeludnienia panował głód. Getto zajmowało centralną część miejscowości, od rynku do rzeki Kosówki. Było otoczone drewnianym płotem i drutem kolczastym. Bez specjalnego zezwolenia nie można było go opuszczać ani też do niego wejść. W środku getta znajdowała się synagoga, mykwa i szpital dla Żydów.
22 września 1942 roku Niemcy rozpoczęli likwidację getta. Getto zostało otoczone przez Niemców i Ukraińców. Wiele osób rozstrzelano na miejscu, w tym 78 chorych ze szpitala oraz trzech lekarzy. W ciągu 3 dni około 3800 Żydów z Kosowa zostało pieszo pognanych do obozu zagłady w Treblince. Ci, którzy nie chcieli się podporządkować nakazom, mordowano na miejscu.
W listopadzie 1942 roku Niemcy zorganizowali w Kosowie Lackim tzw. getto szczątkowe, rozgłaszali, że przybywający tam Żydzi będą bezpiecznie pracować. Getto szczątkowe umiejscowione było po wschodniej pierzei rynku, obejmując zabudowania ulokowane także za nią. Po kilku tygodniach również to getto Niemcy zlikwidowali, mordując mieszkańców w Treblince.